# Арианспейс
„Арианспейс“ е френска мултинационална компания, основана през 1980 г. Централата на компанията е в Куркурон, Франция.
Занимава се с изпълнението на операциите и маркетинга по програмата „Ариана“. Компанията предлага гама от ракетоносители.
Към май 2017 г. е изстреляла повече от 550 спътника в 254 изстрелвания за 35 години. Първият комерсиален полет, ръководен от новосъздадената компания, е „Спейснет Ф1“, изстрелян на 23 май 1984 г.
Компанията използва Гвианския космически център във Френска Гвиана за основен обект за изстрелване. Чрез притежани дялове в „Старсем“ може също така да предложи комерсиални изстрелвания от космодрума Байконур в Казакстан.